# Solenopsis molesta
Solenopsis molesta este cea mai cunoscută specie de Solenopsis furnică hoț. Își iau numele de la obiceiul de a cuibări în apropierea altor cuiburi de furnici, din care fură mâncare. Mai sunt numite furnici de grăsime pentru că sunt atrase de grăsime. Zborul nupțial la această specie are loc de la sfârșitul lunii iulie până la începutul toamnei.

## Aspect
S. molesta variază de la 1/32 inch (0,5 mm) la 1/8 inch (3 mm) lungime. Reginele din această specie măsoară puțin peste 5 mm lungime și variază de la o culoare galbenă la o culoare maro deschis. Lucrătorii au un aspect galben și uneori maro pal. Au ochi foarte mici și sunt acoperiți de peri galbeni erecți și suberecți. Aceste furnici au un pețiol cu două segmente (un pețiol și postpețiol) care leagă abdomenul de torace. Au 10 segmente în antene, care se termină în cluburi mari segmentate. Furnicile hoț au înțepături mici pe abdomenul lor alungit. Furnicile lucrătoare au fălci mari pentru a transporta hrana, de obicei puietul altor furnici, înapoi la colonie. Larvele furnicilor hoațe au fost descrise din specia braziliană Solenopsis helena. În ciuda unei asemănări generale cu larvele furnicilor de foc mai mari, larvele furnicilor hoț sunt mult mai mici și prezintă peri spiculați pe față.

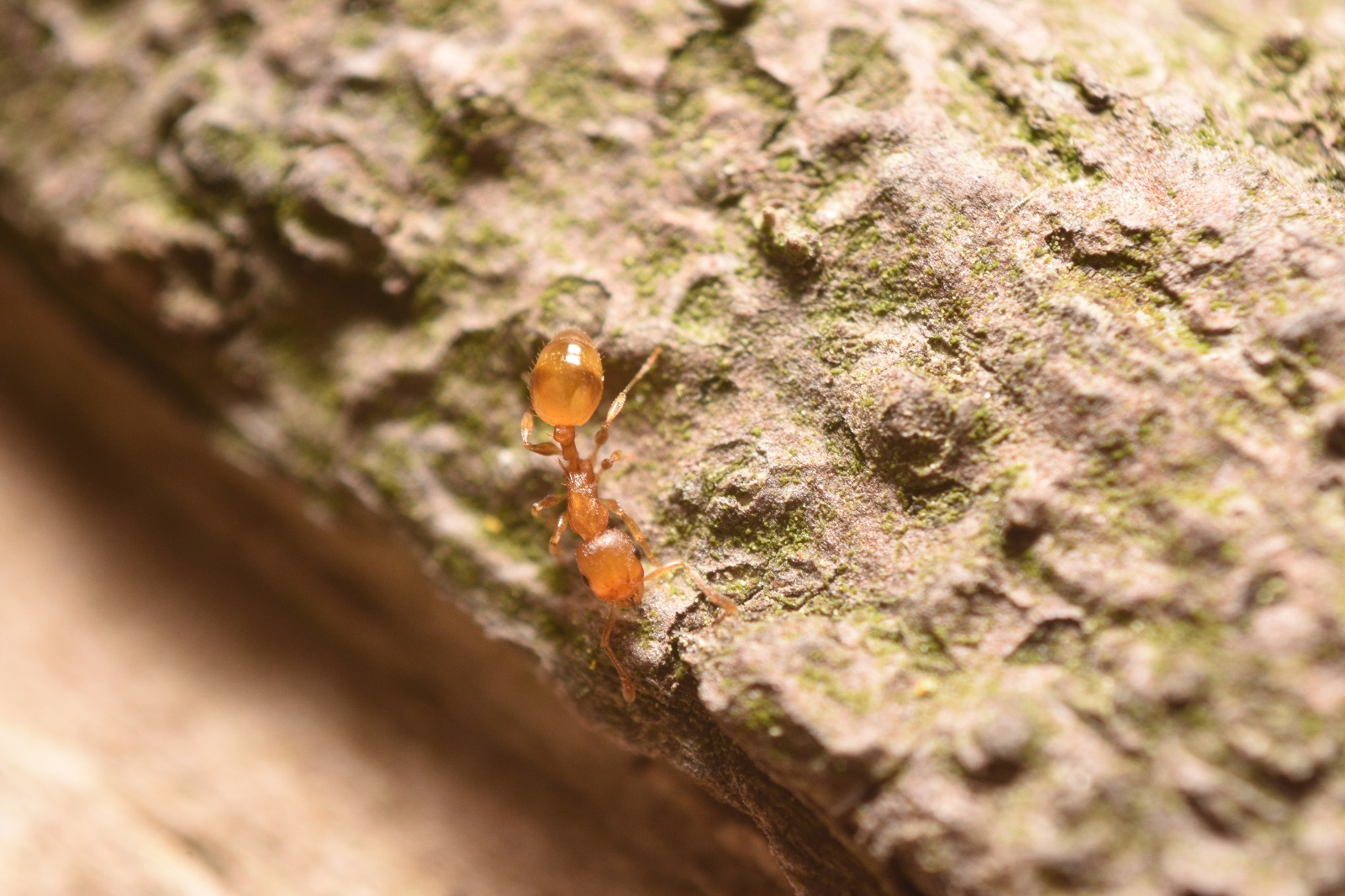
Captură mărită cu Solenopsis molesta - Cincinnati, Ohio

## Distribuție
S. molesta sunt originare din Statele Unite ale Americii și pot fi găsite în părțile de est, vest și centru ale țării și nordul Mexicului.

## Habitat
Habitatul furnicilor Solenopsis molesta este vast, deoarece pot supraviețui aproape oriunde. Pot locui în casele oamenilor, în crăpături sau sub podea. Ei pot construi cuiburi oriunde, dar de obicei lângă cuiburile altor specii din care fură. De obicei, cuibăresc sub pietre, în orice sol expus sau în bușteni putrezi. Dacă nu găsesc niciunul dintre aceste lucruri, atunci se mută într-o altă colonie. Cuiburile lor sunt în general mari pentru dimensiunea furnicilor și au tuneluri care duc la o altă colonie de furnici pentru o sursă de hrană sigură și stabilă.

## Comportament
Coloniile de S. molesta au de obicei de la câteva sute la câteva mii de muncitori. Coloniile sunt ocazional poligine, cu maximum opt mătci într-un singur cuib. Numărul de furnici hoț dintr-o colonie depinde de locație. Coloniile cu o sursă de hrană sigură și gata nu au atât de mulți lucrători, deoarece hrana este ușor disponibilă. Deoarece furnicile acestei specii sunt atât de mici, pot coloniza aproape oriunde. Ei pot trăi în casele oamenilor fără ca aceștia să știe vreodată că au o infestare de furnici mici. Solenopsis molesta sunt frecvente în case, iar datorită dimensiunilor lor mici pot intra cu ușurință în pachetele sigilate de alimente. Alte colonii de furnici hoț se află în interiorul altor colonii de furnici. Apoi mănâncă hrana și uneori larva furnicilor gazdă. Ele vor mânca aproape orice, inclusiv animale moarte și spori de fungi și vor călători pe distanțe mari în căutarea hranei. Odată ce hrana a fost găsită, se formează o urmă de la colonie la hrană, astfel încât ceilalți lucrători de furnici hoț să o poată găsi.

## ÎImperechere
Reginele S. molesta sunt mai mari decât muncitoarele, fiind lungi de patru până la cinci milimetri. Împerecherea are loc din iulie până toamna târziu. Atât reginele, cât și |trântori S. molesta au aripi, iar împerecherea are loc în timpul zborului. Reginele zboară uneori cu o lucrătoare sau două lipite de corpul lor, probabil pentru a ajuta imediat când regina găsește un loc potrivit pentru o colonie. Reginele pot depune între 27 și 387 de ouă pe zi, dar numărul mediu de ouă depuse pe zi este de 105. Este nevoie de aproximativ 52 de zile pentru ca un ou să devină un lucrător complet mobil. Tânărul „Solenopsis molesta” petrece aproximativ 21 de zile în stadiul larvar când vremea este potrivită.